# Ngola Kabangu
Ngola Kabangu (Bairro Operário, província de Luanda, 14 de febrer de 1943) és el president del Front Nacional d'Alliberament d'Angola (FNLA), un partit polític d'Angola. Va succeir Holden Roberto, qui liderà el partit fins a la seva mort el 2007.
Estudià enginyeria elèctrica i amb 15 anys es va unir a la lluita anticolonial, unint-se al FNLA des de 1962. En fou cap de protocol del partit a Kinshasa i editor del butlletí del partit. El 1975 va dirigir la delegació del partit en el tractat d'Alvor. També va participar en la batalla de Quifangondo.
Fou un dels artífex de la signatura dels acords de Bicesse de 1991, que permetrien el retorn de Roberto a Angola i la participació del FNLA a les eleccions generals d'Angola de 1992. A la mort de Roberto en 2007 fou elegit president del FNLA amb 791 vots sobre els seus Carlinhos Zassala, qui va rebre 65 vots, i Miguel Damiao, qui va rebre 13 vots. Ni Zassala ni Damiao van assistir a la cerimònia d'anunci de la comissió electoral l'11 de novembre de 2007, per protestar les presumptes irregularitats en la votació.
Kabangu fou el primer candidat de la llista nacional del FNLA a les eleccions legislatives d'Angola de 2008 i fou un dels tres candidats del FNLA en obtenir escons a l'Assemblea Nacional.